# Corte Superior de Justicia de Puente Piedra - Ventanilla
La Corte Superior de Justicia de Puente Piedra - Ventanilla es el tribunal de apelación cuya sede es el distrito de Ventanilla y cuya competencia se extiende a todo el Distrito Judicial de Puente Piedra - Ventanilla. Fue creada el 25 de julio del 2014 durante el gobierno de Ollanta Humala. Está compuesta por un total de 4 salas superiores que conocen en segunda instancia las sentencias expedidas por los juzgados especializados del distrito judicial.

## Historia
Mediante Resolución Administrativa N° 128-2014-CE-PJ, de fecha 25 de julio del 2014, complementada por las Resoluciones Administrativas N° 219, 288 y 317-2014-CE-PJ, se creó el Distrito Judicial de Ventanilla, con sede en el distrito de Ventanilla, cuyo ámbito de competencia comprendería los distritos de Ancón, Santa Rosa, Ventanilla y Mi Perú. Posteriormente, mediante Resolución Administrativa N° 490-2019-CE-PJ se aprobó incorporar, a partir del 3 de marzo del 2020, el distrito de Puente Piedra del Distrito Judicial de Lima Norte causando que se cambie el nombre del mismo a "distrito judicial de Puente Piedra - Ventanilla".

## Competencia territorial
Según la organización territorial inicial, las Cortes Superiores tenían competencia territorial en el departamento de su sede, el mismo que se correspondía con un determinado Distrito Judicial. Sin embargo, esta división fue modificándose paulatinamente por razones de cercanía comunicativa. En la actualidad la Corte Superior de Justicia de Puente Piedra - Ventanilla es competente territorialmente sobre los distritos chalacos de Ventanilla, Mi Perú y a los distritos limeños de Santa Rosa, Puente Piedra y Ancón.

## Composición
La Corte Superior de Justicia de Puente Piedra - Ventanilla está conformada por:
- 1 Sala Civil con sede en Ventanilla.
- 1 Sala Laboral con sede en Ventanilla.
- 1 Sala Penal con sede en Ventanilla.
- 1 Sala Penal con sede en Puente Piedra

Cada Sala está conformada por tres jueces superiores que, en el Perú, reciben la denominación de "vocales superiores". La reunión de todos los vocales superiores constituyen la "Sala Plena" que es el máximo órgano deliberativo de la Corte Superior.

## Presidente de la Corte Superior
De conformidad con los artículos 38 y 45 de la Ley Orgánica del Poder Judicial, los vocales eligen un Presidente de la Corte Superior. En el caso de Puente Piedra - Ventanilla, la elección se realiza el primer jueves del mes de diciembre cada dos años mediante votación secreta de los vocales superiores titulares.
El actual Presidente de la Corte Superior es el doctor Erwin Maximiliano García Matallana.

## Sede
La Corte Superior tiene su sede principal en el Distrito de Ventanilla.